# 무안광주고속도로
무안광주고속도로(務安光州高速道路, 고속국도 제12호선의 일부)는 전라남도 무안군 무안국제공항과 광주광역시 광산구를 잇는 대한민국의 고속도로이다. 무안공항 ~ 운수 구간이 2002년에 착공하여 2007년을 시작으로 단계적으로 개통하였다. 본래 88올림픽고속도로의 일부로 지정되었다가 2008년 1월 3일에 노선번호를 공유하는 별개의 노선으로 분리되었다.

## 역사
- 2002년 12월 5일: 전라남도 무안군 망운면 ~ 광주광역시 광산구 구간을 88올림픽고속도로로 연장 지정[1]
- 2002년 12월 6일: 2007년 12월까지 무안 ~ 광주 구간 신설을 위해 전라남도 무안군 망운면 피서리 ~ 광주광역시 광산구 운수동 41.62km 구간 도로구역 결정[2]
- 2005년 12월 9일: 5공구 구간 노선 변경으로 전라남도 무안군 현경면 동산리 ~ 광주광역시 광산구 소촌동 40.79km 구간 도로구역 변경[3]
- 2007년 11월 9일: 무안공항 나들목 ~ 나주 나들목 30.4km 구간 개통[4]
- 2008년 1월 3일: 무안공항 나들목 ~ 운수 나들목 구간이 88올림픽고속도로에서 분할되어 무안광주고속도로로 지정[5]
- 2008년 5월 28일: 서광산 나들목을 제외한 나주 나들목 ~ 운수 나들목 10.95km 구간 개통[6]
- 2008년 6월 13일: 2008년 12월까지 호남대학교 민원으로 인한 운수 나들목 일부 램프 연장 공사로 인해 전라남도 무안군 현경면 동산리 ~ 광주광역시 광산구 소촌동 40.79km 구간 도로구역 변경[7]
- 2009년 9월 29일: 서광산 나들목 개통[8]
- 2010년 12월 28일: 도로명주소에 무안공항 나들목부터 운수 나들목까지 41.3km 구간을 무안광주고속도로로 고시[9]
- 2015년 3월 27일: 국토교통부고시로 기점을 '전라남도 무안군 망운면 피서리', 종점을 '광주광역시 광산구 운수동'으로 명시[10]

## 구성
차로수
- 전 구간 왕복 4차로

총 연장
- 41.35km

제한속도
- 전 구간 최고 100km/h, 최저 50km/h

터널
| 터널 이름        | 소재지                        | 길이   | 준공 년도 | 비고      |
| ---------------- | ----------------------------- | ------ | --------- | --------- |
| 보평터널         | 전라남도 무안군 무안읍 매곡리 | 937m   | 2007년    |           |
| 함평나비터널     | 전라남도 함평군 대동면 금곡리 | 863m   | 2007년    | 광주 방면 |
| 함평나비터널     | 전라남도 함평군 대동면 금곡리 | 860m   | 2007년    | 무안 방면 |
| 문평1터널        | 전라남도 나주시 문평면 송산리 | 300m   | 2007년    | 광주 방면 |
| 문평1터널        | 전라남도 나주시 문평면 송산리 | 342m   | 2007년    | 무안 방면 |
| 문평2터널        | 전라남도 나주시 문평면 대도리 | 343m   | 2007년    | 광주 방면 |
| 문평2터널        | 전라남도 나주시 문평면 대도리 | 328m   | 2007년    | 무안 방면 |
| 문평3터널        | 전라남도 나주시 문평면 대도리 | 260m   | 2007년    | 광주 방면 |
| 문평3터널        | 전라남도 나주시 문평면 대도리 | 255m   | 2007년    | 무안 방면 |
| 문평4터널        | 전라남도 나주시 문평면 계로리 | 235m   | 2007년    | 광주 방면 |
| 문평4터널        | 전라남도 나주시 문평면 계로리 | 202m   | 2007년    | 무안 방면 |
| 문평5터널        | 전라남도 나주시 문평면 대도리 | 724m   | 2007년    | 광주 방면 |
| 문평5터널        | 전라남도 나주시 문평면 대도리 | 690m   | 2007년    | 무안 방면 |
| 노안터널         | 전라남도 나주시 문평면 국동리 | 1,180m | 2007년    | 광주 방면 |
| 노안터널         | 전라남도 나주시 문평면 국동리 | 1,190m | 2007년    | 무안 방면 |
| 어등산호남대터널 | 광주광역시 광산구 운수동      | 1,486m | 2008년    |           |

교량
- 유압천교
- 상주교천교
- 목동교
- 신촌천교
- 동산교
- 평산1교
- 무안천교
- 엄다천교
- 수호교
- 화양1교
- 화양2교
- 함평천교
- 월산1교
- 월산2교
- 마산교
- 학교천교
- 백호교
- 금곡교
- 고막원천교
- 송산교
- 계로교
- 대도2교
- 국동교
- 오정교
- 양천2교
- 계림교
- 동산1교
- 동산2교
- 연산1교
- 광산교
- 황룡강교
- 운수교

## 나들목 · 분기점
- 여기서 숫자는 진출입교차점 (IC 및 JC) 번호를 말하고, TG는 요금소 (Tollgate), SA는 휴게소 (Service Area)를 뜻한다.

무안공항 요금소

- 거리의 단위는 km이다.

| 번호                                         | 이름            | 로마자 이름       | 구간 거리 | 누적 거리 | 접속 노선                                                                                                   | 소재지     | 소재지 | 비고                                 |
| -------------------------------------------- | --------------- | ----------------- | --------- | --------- | --- | ---------- | ------ | ------------------------------------ |
| 1                                            | 무안공항        | Muan Airport      | -         | 0.00      | 국도 제77호선 (공항로) 지방도 제815호선 (운해로)                                                            | 전라남도   | 무안군 | 기점                                 |
| 2                                            | 무안공항 요금소 | Muan Airport TG   |           |           | 국도 제24호선 (함장로·현해로) 국도 제77호선 (공항로·현해로) 국가지원지방도 제60호선 (공항로)                | 전라남도   | 무안군 | 본선요금소(나들목, 요금소 일체형)    |
| 2                                            | 북무안          | N.Muan            | 4.65      | 4.65      | 국도 제24호선 (함장로·현해로) 국도 제77호선 (공항로·현해로) 국가지원지방도 제60호선 (공항로)                | 전라남도   | 무안군 | 무안방향 진출과 광주방향 진입만 가능 |
| 3                                            | 함평 분기점     | Hampyeong JC      | 4.97      | 9.62      | 15호선 서해안고속도로                                                                                       | 전라남도   | 함평군 |                                      |
| SA                                           | 함평나비휴게소  | Hampyeong-Nabi SA |           |           | | 전라남도   | 함평군 | 양방향                               |
| 4                                            | 동함평          | E.Hampyeong       | 6.02      | 15.64     | 국도 제1호선 (영산로) 국도 제23호선 (함영로) 국도 제24호선 (함장로) 국가지원지방도 제60호선 (영산로) 학동로 | 전라남도   | 함평군 |                                      |
| 5                                            | 문평            | Munpyeong         | 5.13      | 20.77     | 지방도 제825호선 (체암로)                                                                                   | 전라남도   | 나주시 |                                      |
| 6                                            | 나주            | Naju              | 9.63      | 30.40     | 지방도 제822호선 (노안삼도로)                                                                               | 전라남도   | 나주시 |                                      |
| 7                                            | 서광산          | W.Gwangsan        | 4.38      | 34.78     | 국가지원지방도 제49호선 (빛가람장성로) 연산로                                                               | 광주광역시 | 광산구 |                                      |
| TG                                           | 동광산 요금소   | E.Gwangsan TG     |           |           | | 광주광역시 | 광산구 | 본선요금소                           |
| 8                                            | 운수            | Unsu              | 6.57      | 41.35     | 국도 제13호선 (동곡로) 국도 제22호선 (어등대로) 무진대로                                                    | 광주광역시 | 광산구 | 종점                                 |
| 무진대로와 직결 이후는 광주대구고속도로 참고 |                 |                   |           |           | |            |        |                                      |

## 주요 통과지
전라남도
- 무안군 (망운면 - 현경면 - 무안읍) - 함평군 (함평읍 - 엄다면 - 학교면 - 대동면) - 나주시 (문평면 - 노안면)

광주광역시
- 광산구 (동산동 - 용곡동 - 용동 - 지죽동 - 서봉동 - 선암동 - 운수동)

## 교통량
2009년 기준의 교통량 정보에 따르면 41.3km 전 구간 기준으로 12시간에 12,495대, 24시간에 16,146대가 통과한다. 구간별 최대치는 서광산 나들목에서 운수 나들목까지의 7.1km 구간에서 나타났으며, 24시간당 24,208대가 통행하는 것으로 나타났다.

## 특이사항
- 광주 부근의 운수 나들목을 지나고 나오는 터널의 이름이 어등산을 지나기 때문에 '어등산터널'로 하자는 광주광역시 측과 호남대학교 사이를 지나가기 때문에 '호남대터널'로 하자는 호남대학교측의 마찰로 인해 확정이 수년간 미뤄지다 결국 '어등산호남대터널'로 확정되었다.[12]

## 같이 보기
- 고속국도 제12호선
- 무진대로
- 무안국제공항